# Sericiet

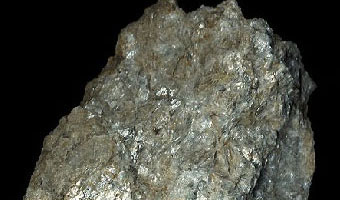
Sericiet

De benaming sericiet voor een mineraal betekent een mica met kleine kristallen, meestal muscoviet, illiet of paragoniet.

## Eigenschappen
Het is een verweringsproduct van de veldspaten orthoklaas of plagioklaas in gebieden die door hydrothermale activiteit zijn beïnvloed. Sericiet komt ook als mineraal in metamorfe gesteenten als fyllieten en schisten.

## Naamgeving
De naam sericiet is afgeleid van het Latijnse sericus, dat "Chinees" betekent. Het werd zo genoemd vanwege de zijdeglans die gesteenten met sericiet hebben, refererend aan de Chinese import van deze stof.